# 凯江
凯江，是中国长江流域的一条河流，汇入涪江中游右岸，属于嘉陵江水系。河长213千米，流域面积2620平方千米，多年平均流量44立方米每秒。自然落差296米。水能理论蕴藏量1万千瓦。